# Defri Juliant
Defri Juliant, właśc. Arif Defri Arianto (ur. 28 grudnia 2002 w Bangkinang) – indonezyjski piosenkarz dangdut.

## Życiorys
Urodził się w Bangkinang w kabupatenie Kampar w prowincji Riau. Jego rodzice są muzykami.

## Dyskografia
Single
| Tytuł                                       | Rok  | Album | Wytwórnia      |
| ------------------------------------------- | ---- | ----- | -------------- |
| „Tiara Ku Di Pulau Batam”                   | 2021 | –     | Koko Record HD |
| „Cinta Mati” (wraz z Puspą Indah)           | 2021 | –     | Koko Record HD |
| „Seringgit Dua Kupang” (wraz z Puspą Indah) | 2021 | –     | Koko Record HD |
| „Pemburu Harta”                             | 2021 | –     | Koko Record HD |